# Teile des Plannerkessels
Teile des Plannerkessels este o arie protejată (arie specială de conservare — SAC, sit de importanță comunitară — SCI) din Austria întinsă pe o suprafață de 1,77 ha, integral pe uscat.

## Localizare
Centrul sitului Teile des Plannerkessels este situat la coordonatele 47°23′48″N 14°10′38″E / 47.3968°N 14.1771°E.

## Înființare
Situl Teile des Plannerkessels a fost declarat sit de importanță comunitară în septembrie 2016 pentru a proteja un număr necunoscut de specii din flora spontană și fauna sălbatică aflate în arealul zonei. Situl a fost protejat și ca arie specială de conservare în octombrie 2020.

## Biodiversitate
Situată în ecoregiunea alpină, aria protejată conține 1 habitat natural: Formațiuni pioniere alpine de Caricion bicoloris-atrofuscae.
La baza desemnării sitului se află un număr nedeclarat de specii protejate.